# Diaspora grecque au Cameroun
La diaspora grecque du Cameroun compte environ 300 personnes, vivant essentiellement dans la capitale, Yaoundé. Cette ville se trouve également être le siège du l'archidiocèse du Cameroun et de l'Afrique centrale.

## Histoire
La dynamique migratoire des Grecs vers le Cameroun reflète une évolution en deux phases principales. La première, dans les années 1920, a vu l'arrivée de Grecs originaires du Pont-Euxin et de l'Asie Mineure, tandis que la seconde, après la Seconde Guerre mondiale, a été marquée par l'immigration issue de la Macédoine orientale, de Thrace et du Dodécanèse. La croissance de la communauté grecque a été accentuée par l'émigration des Grecs d'Égypte après 1955, fuyant la politique de nationalisation de Nasser. Jusqu'au milieu des années 1980, le Cameroun a été considéré comme un modèle de développement en Afrique, attirant davantage de Grecs, dont le nombre atteint environ 3000 ressortissants vers 1970. Cependant, la crise économique post-1985 et la dévaluation du franc CFA en 1994 ont entraîné son déclin démographique, la communauté comptant actuellement environ 300 individus, certains vivant à l'étranger et supervisant leurs affaires au Cameroun périodiquement.
Les motivations principales de la présence grecque en Afrique étaient d'ordre économique, avec un accent sur le commerce des produits agricoles à haut rendement et l'introduction de produits transformés dans les centres urbains. L'activité économique des Grecs en Afrique, centrée sur les plantations, l'exploitation minière et forestière, ainsi que le commerce général, était étroitement liée à l'importation d'équipements électriques, de tissus et d'articles divers. Les Grecs opéraient en tant que grossistes, utilisant des intermédiaires, souvent des immigrés saisonniers, pour négocier et acheter des produits agricoles, établissant des relations complexes avec les autochtones. Bien que les Grecs aient voulu maintenir une relation amicale avec la population camerounaise, la perception que celle-ci a d'eux varie, certains les considérant au même titre que les colons français.

## Démographie
L'immigration grecque au Cameroun a progressé de façon continue jusqu'à la période 1961-1970. Ce n'est qu'à parti de la période 1991-2000 que le nombre des départs dépasse celui des arrivées.